# Landpfennigmeisterhaus

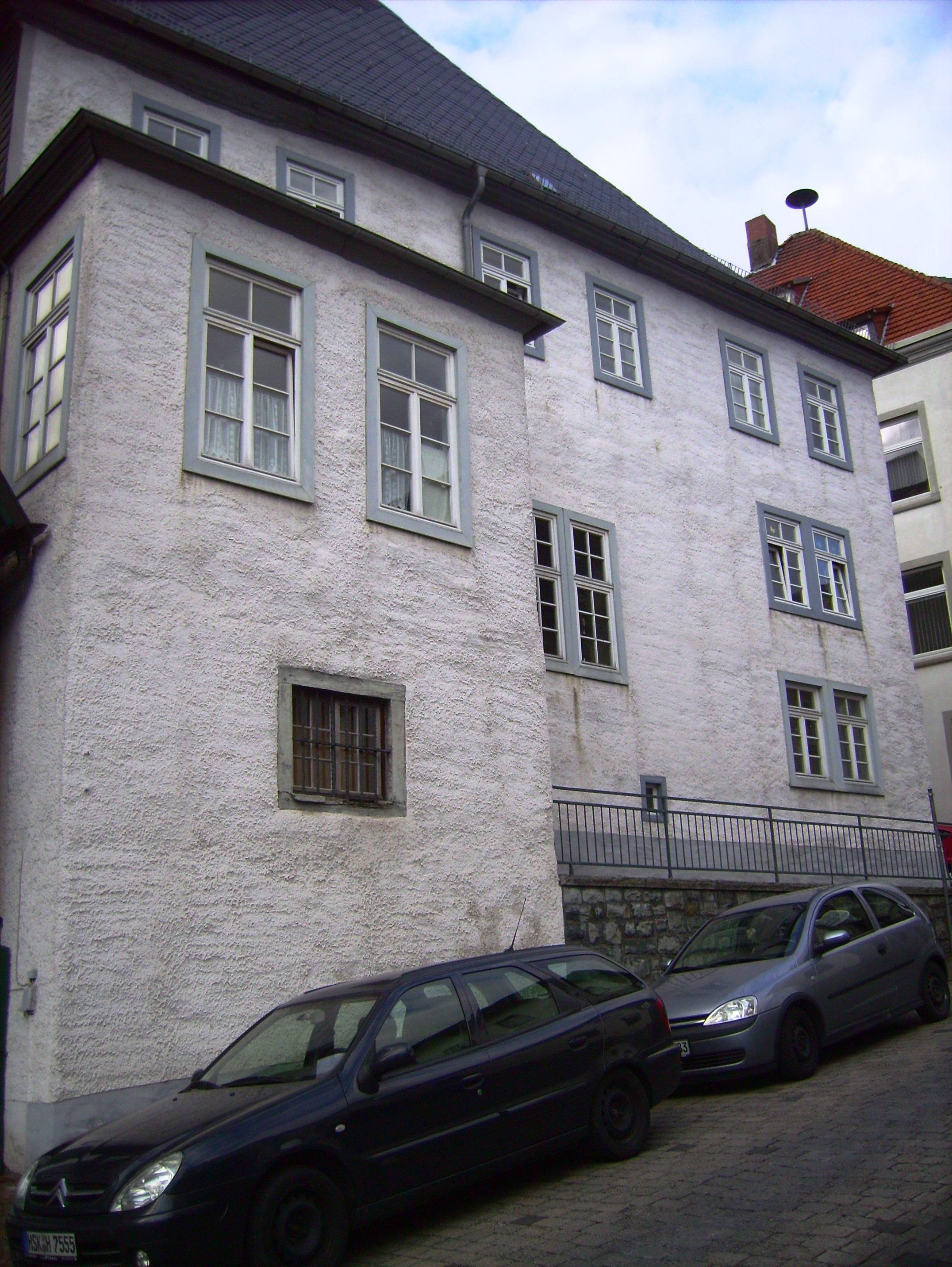
Arnsberg, Landpfennigmeisterhaus, Ansicht Hallenstraße

Das als Landpfennigmeisterhaus bezeichnete denkmalgeschützte Haus Hallenstraße 19/Unterm Tempel ist eines der größten Profanbauten in der Arnsberger Altstadt aus Bruchstein und Fachwerk.

## Geschichte
Das Haus befindet sich direkt unterhalb des Alten Rathauses. Die Größe der Parzelle, die teilweise erhaltende umlaufende Bruchsteinmauer und die strategisch wichtige Lage lassen vermuten, dass zumindest die unteren Teile auf einem mittelalterlichen Burgmannshof zurückgehen. Mit Blick auf die Frage nach dem ältesten erhaltenen Baubestandteil gibt es verschiedene Thesen. Diese sind sich darin einig, dass die steinernen Bauteile im hinteren nordöstlichen Bereich als älteste steinernen Bauteile vermutlich aus dem 15. Jahrhundert anzusehen sind.
Das Gebäude war im 17. Jahrhundert im Besitz der Familie von Essen, die einige hochrangige Funktionsträger des Herzogtum Westfalen stellte. Darunter war auch der Landpfennigmeister und Bürgermeister Henneke von Essen. Im 18. Jahrhundert befand sich das Haus im Besitz der Familie Harbert. Auch von dieser standen viele Angehörige in landesherrlichen Diensten. Unter ihnen war auch der letzte Landpfennigmeister und Pomologe Carl Habert. Im Jahr 1993 wurde auf Initiative von Karl Föster im Garten des Hauses ein Exemplar von Harberts Renette angepflanzt.
Das Haus wurde durch Feuer mehrmals schwer beschädigt. Die heute noch vorhandenen Bauteile aus Stein sind älter als 1699 während die Fachwerkbestandteile jünger sind. Die Gestalt des Fachwerks stammt aus einer Konzeption aus den Jahren 1709–1716. Diese waren für ihre Zeit fortschrittlich und wurden erst um 1800 breit im Hausbau eingesetzt. Der Wiederaufbau erfolgte in allen Stockwerken nach einem dreischiffigen Prinzip. Die teilweise erhaltende barocke Ausstattung geht auf die ersten Eigentümer aus der Familie Habert zurück.
Die rückwärtige Giebelwand besteht aus bis zu 90 cm dickem Bruchsteinmauerwerk. Auf dieser Seite befindet sich auch der Haupteingang. Der steinerne Türsturz aus dem Jahr 1769 enthält das verschlungene Monogramm des damaligen Besitzers. Im 19. und 20. Jahrhundert wurde nur wenig grundlegendes geändert. Um 1850 ging es in den Besitz der Familie Amberg über, die um 1900 im Erdgeschoss ein Kolonialwarengeschäft mit Schaufenster einrichtete. Einige Zeit später ging es in anderen Besitz über.